# كاذي جبلي
كاذي جبلي (الاسم العلمي:Pandanus montanus) هو نوع من النباتات يتبع جنس الكاذي من الفصيلة الكاذية.

## معرض صور

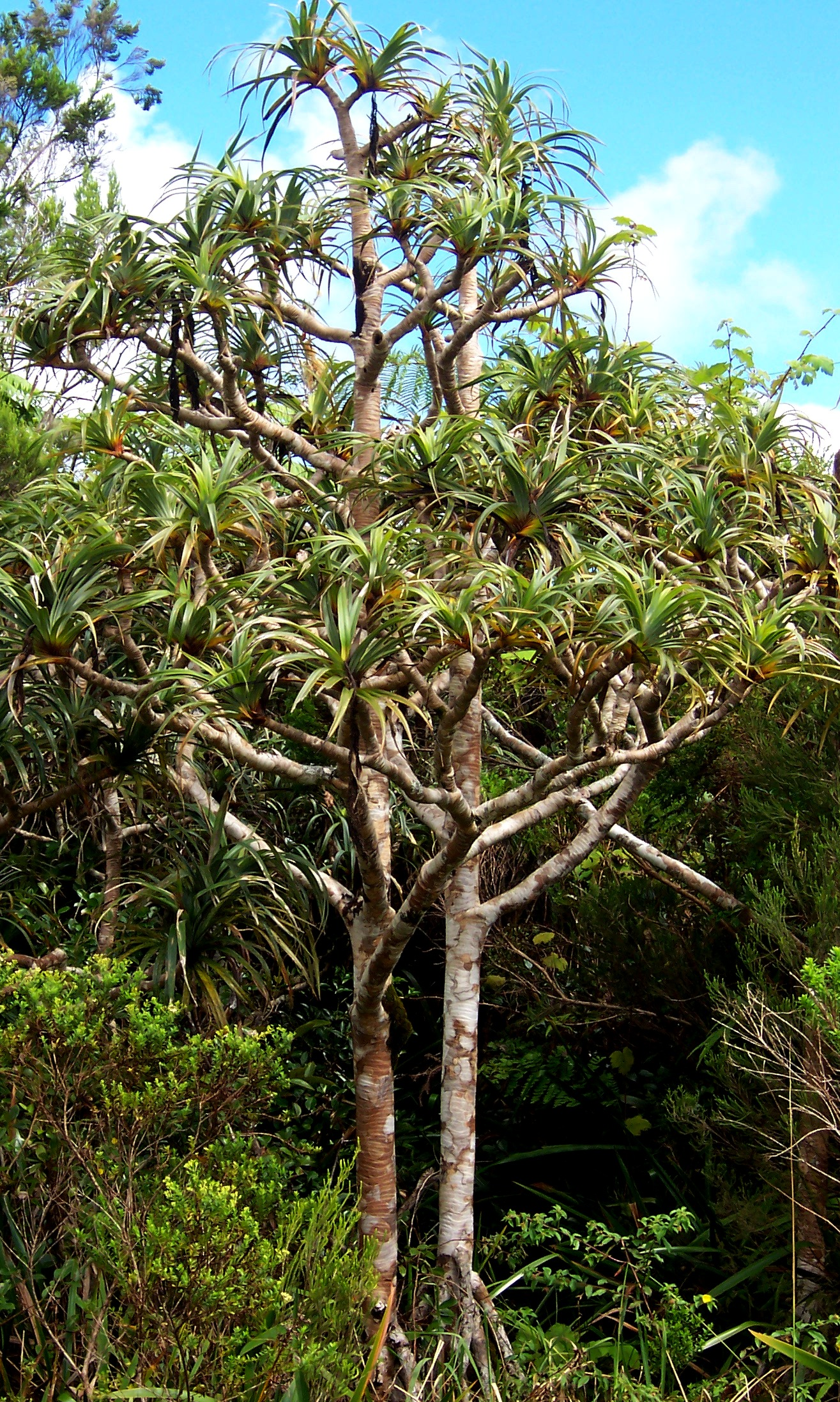
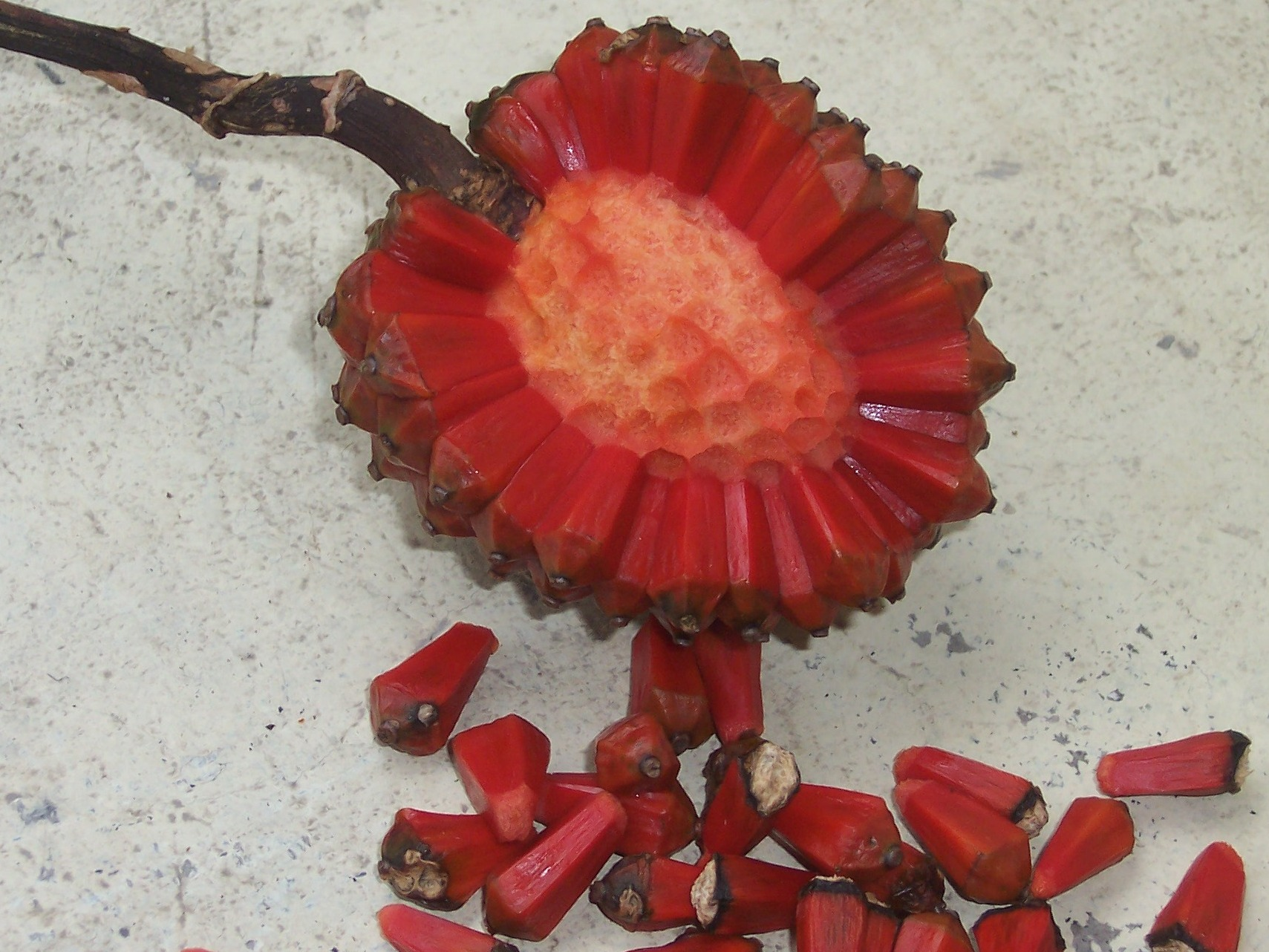
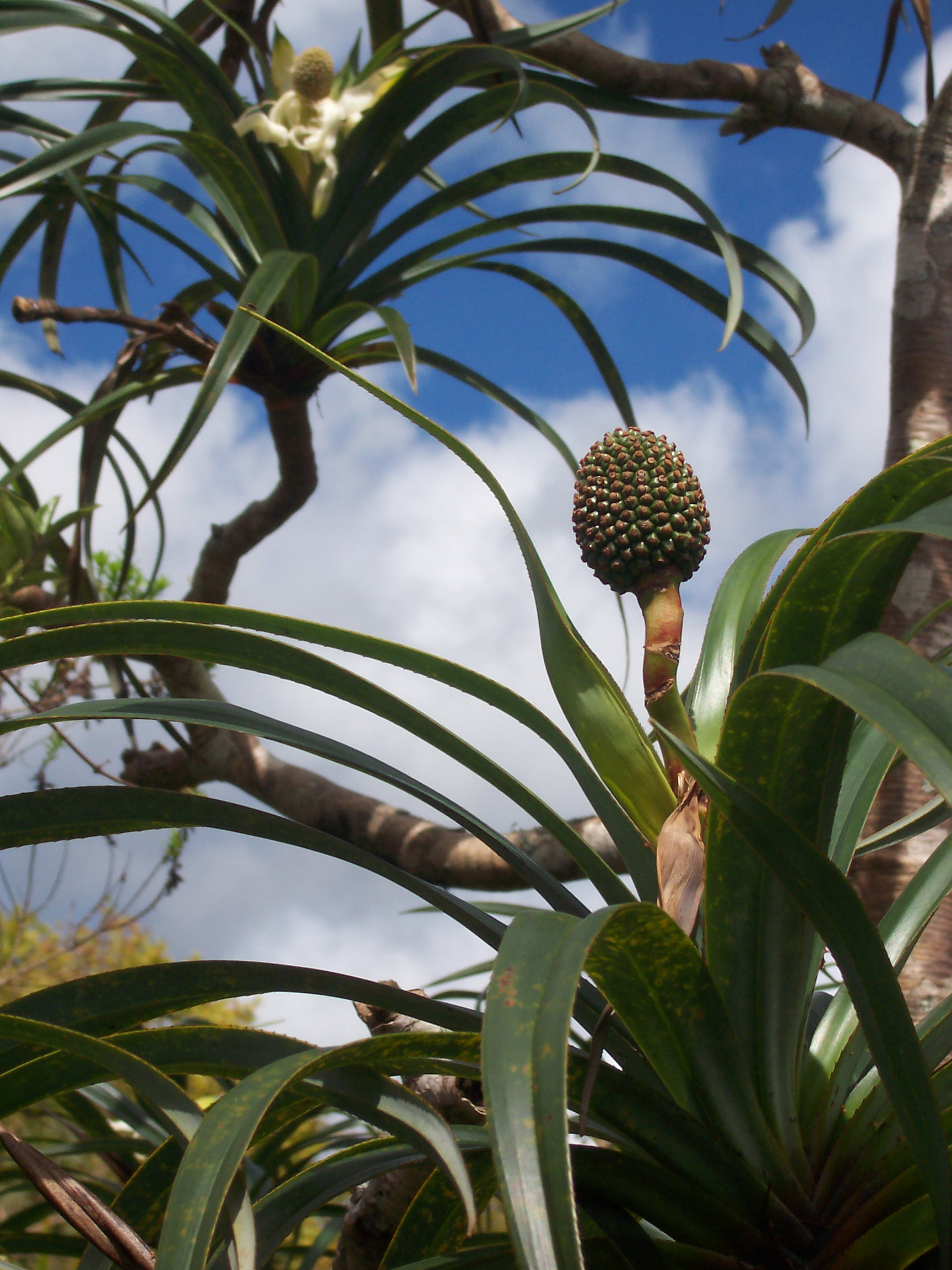